# American Express
American Express, também conhecida como Amex, é uma empresa de serviços financeiros dos Estados Unidos. A companhia é conhecida pelos seus serviços de cartões de crédito. Também trabalha em serviços de viagem, fundo mútuo, conselheiro financeiro e seguros.

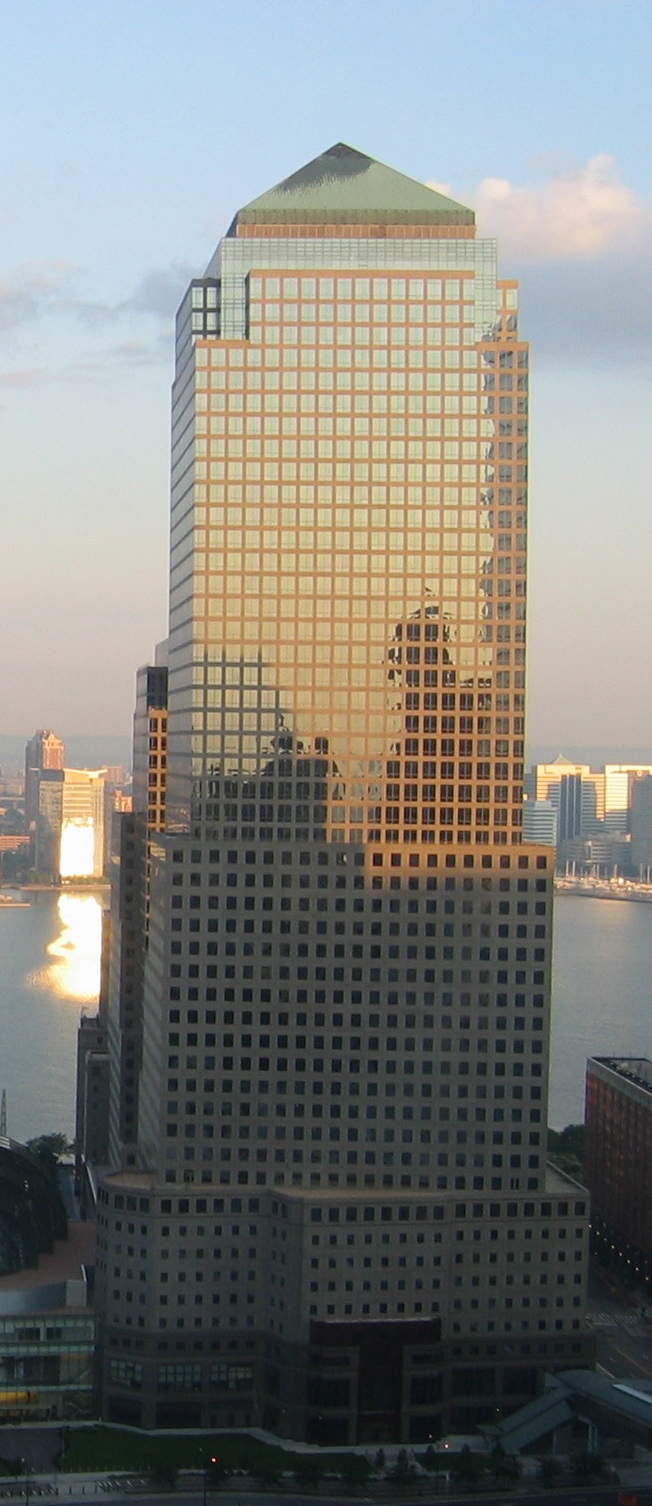
Sede da American Express em Nova Iorque, 2006

A sede geral da companhia é em Nova Iorque, no estado homônimo. O CEO atual é Ken Chenault, que assumiu em 2001. A companhia já foi liderada por Harvey Golub de 1993 a 2001 e antes dele James D. Robinson III assumiu de 1977 a 1993.
A empresa foi fundada em Buffalo, Nova Iorque, em 1850 por Henry Wells, William G. Fargo e John Butterfield.

## Cartões
No Brasil, os cartões American Express são emitidos pelo Bradesco e pelo Santander, embora a operação da marca no país pertença ao primeiro. Em Portugal, os cartões American Express deixaram de ser emitidos em 2018.

### Cartões emitidos pelo Bradesco[7]
- Bradesco American Express® Credit
- Bradesco American Express® Gold Credit
- Bradesco Seguros American Express® Gold
- Bradesco Seguros American Express® Platinum
- American Express® Credit
- American Express® Gold Credit
- American Express® Platinum Credit
- American Express® Blue
- American Express® Green
- American Express® Gold Card
- The Platinum Card®
- The Centurion® Card

### Cartões emitidos pelo Santander[8]
- American Express® Gold Card Santander
- American Express® Platinum Card Santander
- The Centurion® Card

## Compra da American Express Brasil
No primeiro trimestre de 2006, o banco Bradesco fechou um acordo de 490 milhões de dólares estadunidenses para assumir as operações da empresa de cartões de crédito American Express no Brasil.

## Acordo com a Cielo
Em 2010, os cartões American Express passaram a ser aceitos nas máquinas da Cielo (mesmas máquinas que aceitam Visa). Com isso, a aceitação do cartão aumentou consideravelmente.

## Small Business Saturday
Em 2010, a American Express criou uma ação que hoje é data oficial no calendário dos norte-americanos. Trata-se do Small Business Saturday. Já existiam duas datas importantes para o comércio dos Estados Unidos: O Black Friday e Cyber Monday. Ambas têm em comum a grande queda de preços dos produtos de grandes marcas, no qual o primeiro acontece numa sexta-feira de forma presencial, enquanto a segunda acontece na segunda-feira posterior, no ambiente virtual. A Amex, então, resolveu criar uma ação para impulsionar as vendas das pequenas empresas, tornando-a real no final de semana que compreende essas duas datas.
A ação se deu através de uma comunicação integrada de marketing, que mesclou ações no ambiente online e offline, contou com a participação de relações públicas e da mídia, teve suporte do governo norte-americano, inclusive do Presidente Barack Obama, além de contar com patrocinadores como a FedEx, Twitter, Foursquare, United States Postal Service e Google.
Segundo a Fox Business, em 2012 cerca de 100 milhões de pessoas compraram no dia que aconteceu a ação, o que resultou no valor de US$ 5.5 bilhões.